# Großlöderich
Großlöderich ist ein Ortsteil von Steinenbrück in der Stadt Overath im Rheinisch-Bergischen Kreis in Nordrhein-Westfalen, Deutschland.

## Lage und Beschreibung
Der Ortsteil Großlöderich liegt westlich von Overath unterhalb der Landesstraße 186  (Olper Straße)  im Sülztal an der Grenze zum Rhein-Sieg-Kreis. Ortschaften in der Nähe  sind Katzemich, Großdresbach, Bombach und Bleifeld. In die Schlagzeilen von regionalen Medien geriet Großlöderich durch eine kleine Kapelle, die sich eine Bewohnerin im eigenen Garten erbauen ließ. Alljährlich wird hier der Festtag Peter und Paul öffentlich begangen.

## Geschichte
Die Topographia Ducatus Montani des Erich Philipp Ploennies, Blatt Amt Steinbach, belegt, dass der Wohnplatz bereits 1715 drei Hofstellen besaß, die als Lüdrig beschriftet sind. Carl Friedrich von Wiebeking benennt die Hofschaft auf seiner Charte des Herzogthums Berg 1789 als Gr. Loderich. Aus ihr geht hervor, dass der Ort zu dieser Zeit Teil einer der Titularorte der Honschaft Löderich im Kirchspiel Overath war.
Der Ort ist auf der Topographischen Aufnahme der Rheinlande von 1817 als Gr. Lüderich verzeichnet. Die Preußische Uraufnahme von 1845 zeigt den Wohnplatz unter dem Namen Gr. Löderich. Ab der Preußischen Neuaufnahme von 1892 ist der Ort auf Messtischblättern regelmäßig als Gr. Löderich oder Großlöderich verzeichnet.
1822 lebten 47 Menschen im als Hof kategorisierten und als (Groß-)Löderich bezeichneten Ort, der nach dem Zusammenbruch der napoleonischen Administration und deren Ablösung zur Bürgermeisterei Overath im Kreis Mülheim am Rhein gehörte. Für das Jahr 1830 werden für den als Groß-Löderich bezeichneten Ort 54 Einwohner angegeben. Der 1845 laut der Uebersicht des Regierungs-Bezirks Cöln als Dorf kategorisierte und als Groß-Löderich bezeichnete Ort besaß zu dieser Zeit zehn Wohngebäude mit 52 Einwohnern, alle katholischen Bekenntnisses. Die Gemeinde- und Gutbezirksstatistik der Rheinprovinz führt Grosslöderich 1871 mit elf Wohnhäusern und 41 Einwohnern auf. Im Gemeindelexikon für die Provinz Rheinland von 1888 werden für Groß Löderich elf Wohnhäuser mit 48 Einwohnern angegeben. 1895 besitzt der Ort zehn Wohnhäuser mit 47 Einwohnern. 1905 werden neun Wohnhäuser und 51 Einwohner angegeben.